# سامويل فريدجونسون
سامويل كاري فريدجونسون مواليد 22 فبراير 1996 في رايكيانسبير، آيسلندا، هو لاعب كرة قدم آيسلندي مُحترف. يلعب في مركز الظهير الأيمن أو خط الوسط لفريق بادربورن 07 والمنتخب الوطني الآيسلندي. سبق له أن لعب في كأس العالم لكرة القدم مع منتخب بلاده وذلك في مونديال 2018.

## المسيرة الاحترافية

### نادي ريدنغ
انضم سامويل إلى نادي ريدنغ في مارس 2013 للتدريب مع النادي قبل أن يبدأ عقده مع النادي لمدة عامين في 1 يوليو 2013. مدد صموئيل عقده مع ريدينغ لمدة عام آخر في 22 مايو 2015. في 9 مايو 2016، أعلن ريدينغ أن عقد سامويل لن يتم تجديده وأنه سيصبح وكيلًا مجانيًا في نهاية عقده في 30 يونيو 2016.

### نادي فوليرينغا
في 16 يونيو 2016، وقع سامويل عقدًا لمدة ثلاث سنوات ونصف مع نادي فوليرينغا، ليبدأ في 1 يوليو 2017 عندما انتهى عقده مع نادي ريدنغ.
ظهر سامويل لأول مرة مع نادي فوليرينغا في 2 يوليو 2017، حيث جاء بديلًا في الدقيقة 65 في المباراة التي انتهت بالتعادل بنتيجة 0-0 أمام نادي بران

### نادي فيكينغ (إعارة)
في 30 يناير 2019، انضم سامويل إلى نادي فيكينغ على سبيل الإعارة حتى نهاية موسم 2019.

### نادي بادربورن 07
في 18 يناير 2020، أعلن نادي بادربورن 07 عن توقيع عقد مع سامويل حتى 30 يونيو 2022.

## المشاركة الدولية
مثل سامويل المنتخب الآيسلندي تحت 17 سنة في 11 مباراة بين عام 2011 وعام 2012، وسجل مرتين مع ظهوره الأول في 2 أغسطس 2011، في المباراة التي انتهت بالفوز 3-1 على منتخب السويد تحت 17 سنة. وواصل سامويل تمثيل فريق منتخب آيسلندا تحت 19 سنة عشرين مرة بين عام 2013 وعام 2014، وسجل ثلاث مرات، مع ظهوره الأول في المباراة التي انتهت بالتعادل 1-1 ضد الدنمارك. في 26 مارس 2015 ظهر سامويل لأول مرة مع فريق منتخب آيسلندا تحت 21 سنة في المباراة التي انتهت بالهزيمة 3-0 أمام رومانيا. ظهر سامويل لأول مرة في منتخب آيسلندا في 11 يناير 2018 في مباراة ودية غير رسمية ضد إندونيسيا.
تم استدعاء سامويل إلى تشكيلة منتخب آيسلندا المكونة من 23 لاعبًا لكأس العالم 2018 في 11 مايو 2018.

## الإحصائيات المهنية

### الأندية
آخر تحديث 21 فبراير 2020.
| النادي              | الموسم   | الدوري                        | الدوري | الدوري  | الكأس المحلي | الكأس المحلي | كأس الدوري | كأس الدوري | قارات  | قارات   | المجموع | المجموع | المصدر |
| النادي              | الموسم   | الدرجة                        | الظهور | الأهداف | الظهور       | الأهداف      | الظهور     | الأهداف    | الظهور | الأهداف | الظهور  | الأهداف | المصدر |
| ------------------- | -------- | ----------------------------- | ------ | ------- | ------------ | ------------ | ---------- | ---------- | ------ | ------- | ------- | ------- | ------ |
| نادي كيفلافيك       | 2012     | دوري آيسلندا الممتاز          | 0      | 0       | 0            | 0            | 1          | 0          | –      | –       | 1       | 0       | [ 12 ] |
| نادي كيفلافيك       | 2013     | دوري آيسلندا الممتاز          | 2      | 0       | 0            | 0            | 2          | 0          | –      | –       | 4       | 0       |        |
| نادي كيفلافيك       | المجموع  | المجموع                       | 2      | 0       | 0            | 0            | 3          | 0          | 0      | 0       | 5       | 0       | –      |
| نادي ريدنغ          | 2013–14  | دوري البطولة الإنجليزية       | 0      | 0       | 0            | 0            | 0          | 0          | –      | –       | 0       | 0       | [ 13 ] |
| نادي ريدنغ          | 2014–15  | دوري البطولة الإنجليزية       | 0      | 0       | 0            | 0            | 0          | 0          | –      | –       | 0       | 0       |        |
| نادي ريدنغ          | 2015–16  | دوري البطولة الإنجليزية       | 0      | 0       | 0            | 0            | 0          | 0          | –      | –       | 0       | 0       |        |
| نادي ريدنغ          | المجموع  | المجموع                       | 0      | 0       | 0            | 0            | 0          | 0          | 0      | 0       | 0       | 0       | –      |
| نادي فوليرينغا      | 2016     | الدوري النرويجي الممتاز       | 0      | 0       | 0            | 0            | –          | –          | –      | –       | 0       | 0       | [ 14 ] |
| نادي فوليرينغا      | 2017     | الدوري النرويجي الممتاز       | 11     | 2       | 2            | 0            | –          | –          | –      | –       | 13      | 2       |        |
| نادي فوليرينغا      | 2018     | الدوري النرويجي الممتاز       | 17     | 1       | 3            | 0            | –          | –          | –      | –       | 20      | 1       |        |
| نادي فوليرينغا      | المجموع  | المجموع                       | 28     | 3       | 5            | 0            | 0          | 0          | 0      | 0       | 33      | 3       | –      |
| نادي فيكينغ (إعارة) | 2019     | الدوري النرويجي الممتاز       | 28     | 2       | 5            | 2            | –          | –          | –      | –       | 33      | 4       |        |
| بادربورن 07         | 2019–20  | الدوري الألماني الدرجة الأولى | 1      | 0       | 0            | 0            | –          | –          | 0      | 0       | 1       | 0       |        |
| الإجمالي            | الإجمالي | الإجمالي                      | 59     | 5       | 10           | 2            | 3          | 0          | 0      | 0       | 72      | 7       | –      |

### الدولية
آخر تحديث 17 نوفمبر 2019.
| أيسلندا |        |         |
| العام   | الظهور | الأهداف |
| 2018    | 5      | 0       |
| 2019    | 3      | 0       |
| المجموع | 8      | 0       |

## روابط خارجية
- سامويل فريدجونسون على موقع الاتحاد الأوربي (الإنجليزية)
- سامويل فريدجونسون على موقع اتحاد النرويج (النرويجية)
- سامويل فريدجونسون على موقع قاعدة بيانات كرة القدم.إي يو (الإنجليزية)
- سامويل فريدجونسون على موقع ناشيونال فوتبول تيمز (الإنجليزية)
- سامويل فريدجونسون على موقع Soccerbase.com (لاعب) (الإنجليزية)
- سامويل فريدجونسون على موقع Soccerway.com (الإنجليزية)
- سامويل فريدجونسون على موقع عالم كرة القدم.نت (الإنجليزية)